# Engoulevent nacunda
Chordeiles nacunda
Espèce
Synonymes
- Caprimulgus nacunda Vieillot, 1817
(protonyme)
- Podager nacunda (Vieillot, 1817)

Statut de conservation UICN

 LC  : Préoccupation mineure
L'Engoulevent nacunda (Chordeiles nacunda) est une espèce d'oiseaux de la famille des Caprimulgidae, parfois placé dans le genre monotypique Podager.

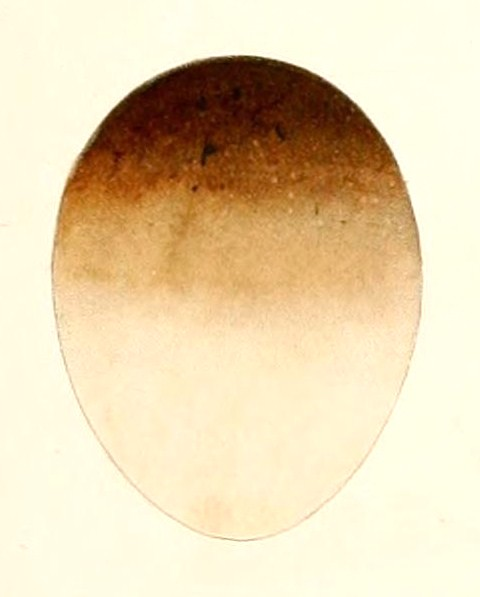
Œuf d'engoulevent nacunda, 1847

## Répartition
Cet oiseau vit en Amérique du Sud.